# Томас Партеј
Томас Теј Партеј (енгл. Thomas Teye Partey; 13. јун 1993) професионални је гански фудбалер који игра на позицији везног играча. Тренутно наступа Арсенал и репрезентацију Гане.

## Клупска каријера

### Атлетико Мадрид
Након што је прве фудбалске кораке начинио у Одомети, Партеј је првих неколико сезона првео у резервном тиму Атлетико Мадрида и позајмицама Мајорки и Алмерији.
За сениорски тим је дебитовао 28. новембра 2015. године против Еспањола. Први лигашки гол за Атлетико је постигао 2. јануара 2016. у победи над Левантеом. Освојио је по једну УЕФА Лигу Европе и УЕФА суперкуп.

### Арсенал
Дана 5. октобра 2020. године потписао је уговор са Арсеналом. Дебитовао је 17. октобра на утакмици против Манчестер Ситија.

## Успеси

### Клупски
Атлетико Мадрид
- УЕФА Лига Европе: 2017/18.[9]
- УЕФА суперкуп: 2018.[10]

Арсенал
- ФА Комјунити шилд: 2023.

### Индивидуални
- КАФ тим године: 2018.[11]
- Играч године Гане: 2018,[12] 2019.[13]